# Dampfbremse (Eisenbahn)
Eine Dampfbremse ist eine Bremsbauart für Dampflokomotiven und deren Schlepptender, bei der ein Dampfzylinder direkt auf das Bremsgestänge wirkt.
Dampfbremsen kamen vor allem bei Eisenbahnen zum Einsatz, die als Bremse für den Wagenzug die Saugluftbremse verwendeten und an der Dampflok keinen eigenen Saugluftbremszylinder hatten, wie z. B. in Großbritannien, oder nur über eine auf den Wagenzug wirkende Seilzugbremse (z. B. Heberleinbremse) verfügten, wie z. B. in Sachsen bei den Schmalspurbahnen.
Dampfbremsen sind heute nur noch an einigen Museumsfahrzeugen zu finden.

## Funktionsweise
Über ein in Stufen oder ein stufenlos regelbares Ventil (Bremsventil) im Führerstand der Lokomotive wird Dampf aus dem Lokomotivkessel dem Dampfbremszylinder zugeführt. Durch den eingeleiteten Dampf wird der Kolben in dem Dampfzylinder in Bewegung gesetzt, die Kolbenstange überträgt die Bremskraft über ein entsprechendes Gestänge auf die Bremsklötze des Fahrzeuges, wodurch die Bremswirkung erzielt wird. Durch eine Rückholfeder wird der Kolben in den Ruhezustand zurückgeholt, sobald die Dampfzufuhr unterbrochen wird. Der entspannte und kondensierende Dampf wird über ein Entwässerungsventil aus dem Dampfzylinder heraus geleitet.
Die Dampfbremse wirkt direkt und unmittelbar. Durch zu plötzliches Öffnen des Bremsventils kann leicht ein Überbremsen mit Blockierung der Räder erfolgen. Das Betätigen der Dampfbremse erforderte daher viel Erfahrung des Lokomotivführers.
Die Dampfbremse kann sowohl direkt über einen Hebel (Ventil) als auch indirekt gemeinsam mit der Saugluftbremse bedient werden. In letzterem Fall regelt ein mit der Saugluftleitung verbundenes Steuerventil die Dampfzufuhr zum Bremszylinder, so dass die Dampfbremse auch bei Notbremsungen oder Zugtrennungen automatisch wirksam werden kann (sogenannte automatische Dampfbremse).